# One More Second
One More Second is een nummer van de Amerikaanse singer-songwriter Matt Berninger uit 2020. Het nummer is afkomstig van het album Serpentine Prison.
"One More Second" is een rustige ballad over een man die zijn geliefde smeekt om bij hem terug te komen. Berninger schreef het als soort van antwoord op  Dolly Partons hit I Will Always Love You. Het nummer wist zowel de Amerikaanse Billboard Hot 100 als de Nederlandse Top 40 niet te bereiken, wel bereikte het in Nederland de 1e positie in de Verrukkelijke 15 en stond het een recordaantal van 22 weken genoteerd.